# 臺灣人口史
至遲於約8,000年前，臺灣即有人類活動。迄至2022年10月底的官方統計數字為23,212,056人。

## 荷西時期
此時台灣台南地區的西拉雅族人口约1萬人。荷蘭東印度公司的資料，其統治地區的平埔族群推斷約4萬～6萬人之間，不含高山族群。漢人則約2萬～3萬人之間。

## 明鄭時期
鄭成功率軍驅逐荷蘭人，又和平埔族的侵襲發生多起爭鬥，同時，帶來的軍民使臺灣臺南人口激增到3萬多人。
明鄭經營台灣20年，期間不少福建南部沿海居民移居台灣，也有人被誘騙到台灣。據臺灣通史推測，台灣漢人已近20萬人。

## 清治時期
清朝統治初期，為免明鄭死灰復燃，曾長期採取海禁政策。清朝後期才增加閩粵移民到295萬多人。據魏源《聖武記》所述，乾隆五十一年（1786年）漢人和西部平埔族原住民的比例為20比1。清治台灣兩百多年，閩粵移民大量移居台灣。1895年清廷因甲午戰爭戰敗被迫簽訂馬關條約割讓台灣予日本，此時台灣人口近300萬人。

## 日治時期
日治初期，有一些台灣人移居中國大陸。日治時期共有七次人口普查，台灣人和遷至台灣的日本人（包括琉球人）一併記入。在1905年10月1日的臨時台灣戶口調查中，台灣人口約300萬人（本島人2,973,280人、日本內地57,335人）。到1940年10月1日的國勢調查，台灣人口約587萬人（本島人5,510,259人、日本內地312,386人、在臺朝鮮人2,376人）。1945年10月底，中華民國接管臺灣，此時的台灣人加上遷至台灣的日本人，共約600萬人。

## 戰後初期(1945至1949年)
中華民國接管臺灣後，遣返了至少49萬日本人（包括琉球人）。台灣人口略為減少。

## 中華民國遷台後(1949年至今)
至少121萬戰後移民隨中華民國政府遷入台灣，加上戰後嬰兒潮，台灣人口激增。1956年9月16日，台灣人口達到922万5426人。1960年代政府開始推行家庭計畫，出生率下降。1989年7月15日，台灣人口突破2000萬人。2008年7月台灣人口正式突破2300萬人。2024年2月的統計數字為23,418,053人。目前正面臨少子化危機。2020-24年死亡人數大於出生人數，人口連續負成長。

1980年臺灣人口結構
1990年臺灣人口結構
2000年臺灣人口結構
2010年臺灣人口結構

| 男性    | 年齡  | 女性      |
| ------- | ----- | --------- |
| 2,201   | 100+  | 2,715     |
| 13,429  | 95-99 | 18,197    |
| 49,105  | 90-94 | 70,077    |
| 101,911 | 85-89 | 162,452   |
| 196,374 | 80-84 | 274,261   |
| 268,431 | 75-79 | 332,093   |
| 526,479 | 70-74 | 607,538   |
| 709,758 | 65-69 | 787,150   |
| 834,225 | 60-64 | 894,966   |
| 867,077 | 55-59 | 911,893   |
| 864,009 | 50-54 | 905,428   |
| 897,829 | 45-49 | 938,415   |
| 992,832 | 40-44 | 1,021,909 |
| 835,812 | 35-39 | 827,240   |
| 828,234 | 30-34 | 771,685   |
| 824,155 | 25-29 | 767,365   |
| 698,005 | 20-24 | 642,330   |
| 549,834 | 15-19 | 501,689   |
| 515,009 | 10-14 | 475,701   |
| 528,819 | 5-9   | 498,776   |
| 416,655 | 0-4   | 388,487   |